# Monte Castello di Vibio
Monte Castello di Vibio ist eine italienische Gemeinde mit 1412 Einwohnern (Stand 31. Dezember 2023) in der Provinz Perugia in Umbrien und ist Mitglied der Vereinigung I borghi più belli d’Italia (Die schönsten Orte Italiens). Den Namenszusatz Vibio trägt der Ort seit 1863.

## Geografie
Die Gemeine liegt etwa 30 km südlich der Provinz- und Regionalhauptstadt Perugia.
Ortsteile der Gemeinde sind Doglio und Madonna del Piano (182 m s.l.m., ca. 200 Einwohner).
Die Nachbargemeinden sind Fratta Todina, San Venanzo (TR) und Todi.

## Sehenswürdigkeiten
- Teatro della Concordia, das als kleinstes Theater all’italiana der Welt gilt.[4]
- Santi Filippo e Giacomo, Pfarrkirche im Ortskern, die 1851 fertiggestellt wurde und an der Stelle der 1839 abgerissenen Kirche entstand.[5]
- Santa Illuminata, Kirche im Ortskern. Entstand 1839 über einer Kirche aus dem 15. Jahrhundert. Der Campanile entstand 1850. Der Hochaltar aus Terrakotta, 1897 entstanden, stammt von Francesco Biscarini.[6]
- Porta di Maggio, auch Torre di Porta di Maggio genannt, noch vorhandenes Wehrtor der beiden mittelalterlichen Wehrtore der Befestigungsmauern.
- Madonna delle Carceri, Kirche kurz außerhalb der Wehrmauern. Wurde erstmals am 14. Juni 1624 in einem Dokument des Bischofs von Todi, Marcello Lante, erwähnt.[7]

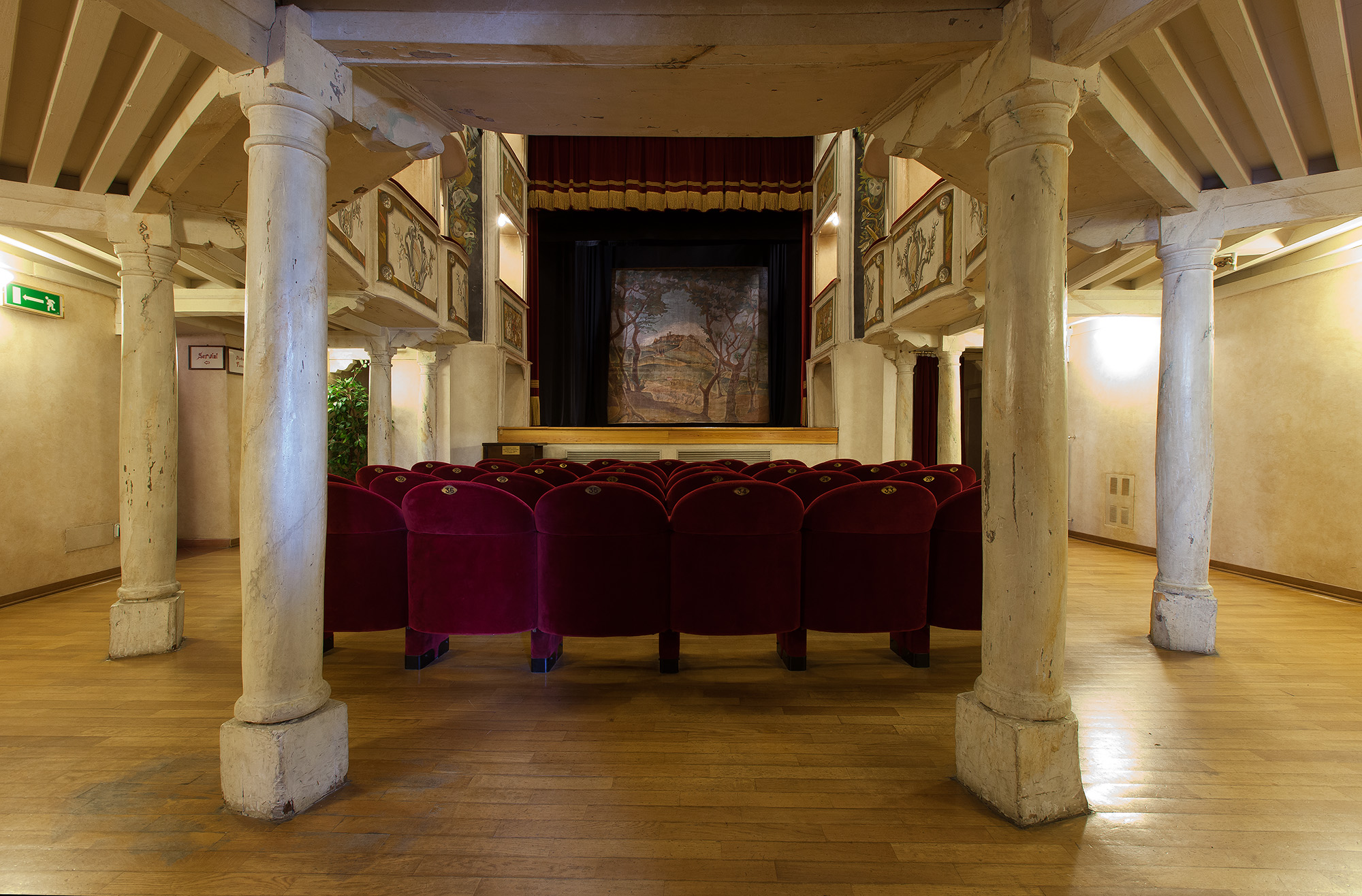
Parkett des Teatro della Concordia
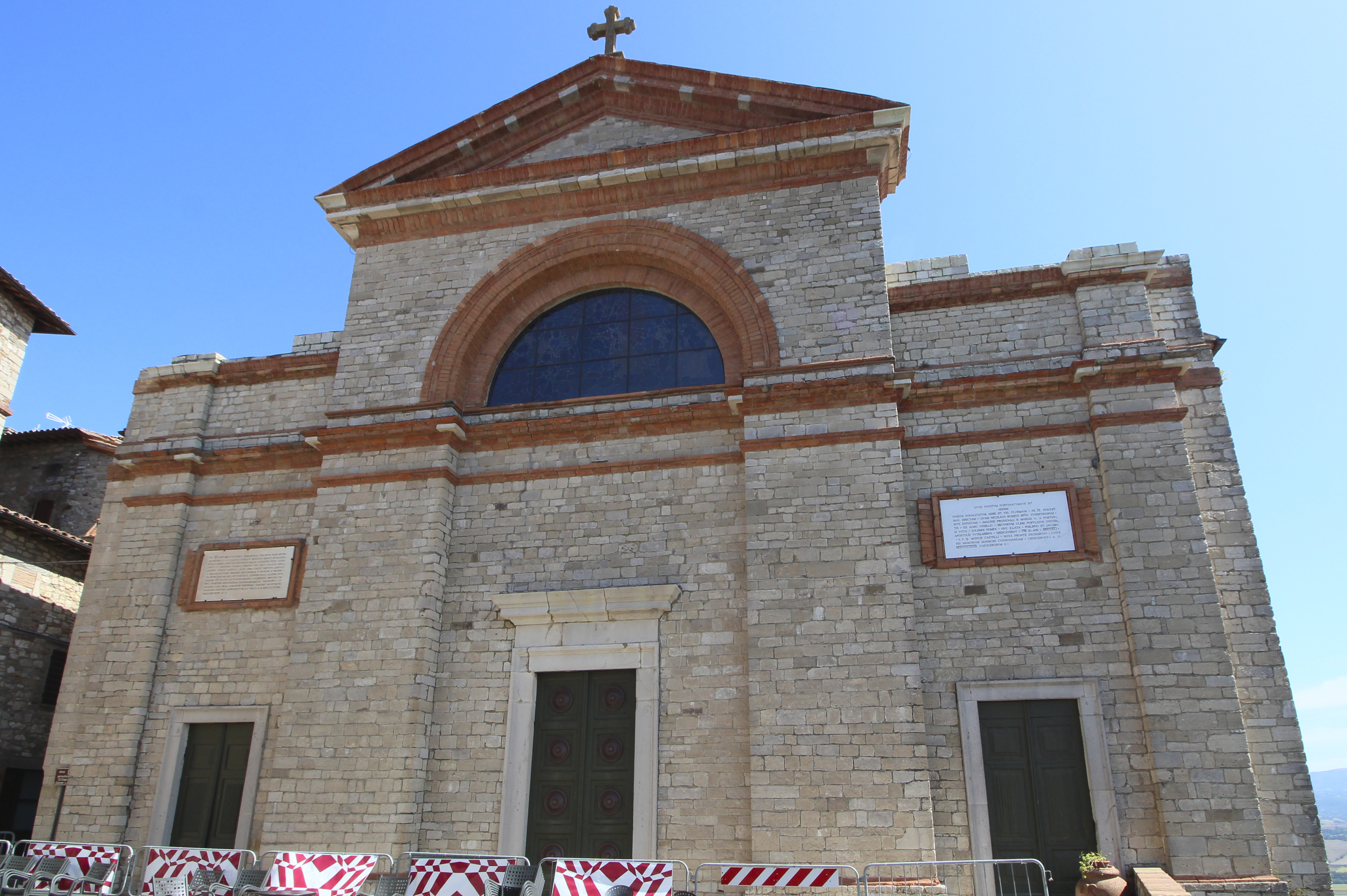
Die Pfarrkirche Santi Filippo e Giacomo im Ortskern
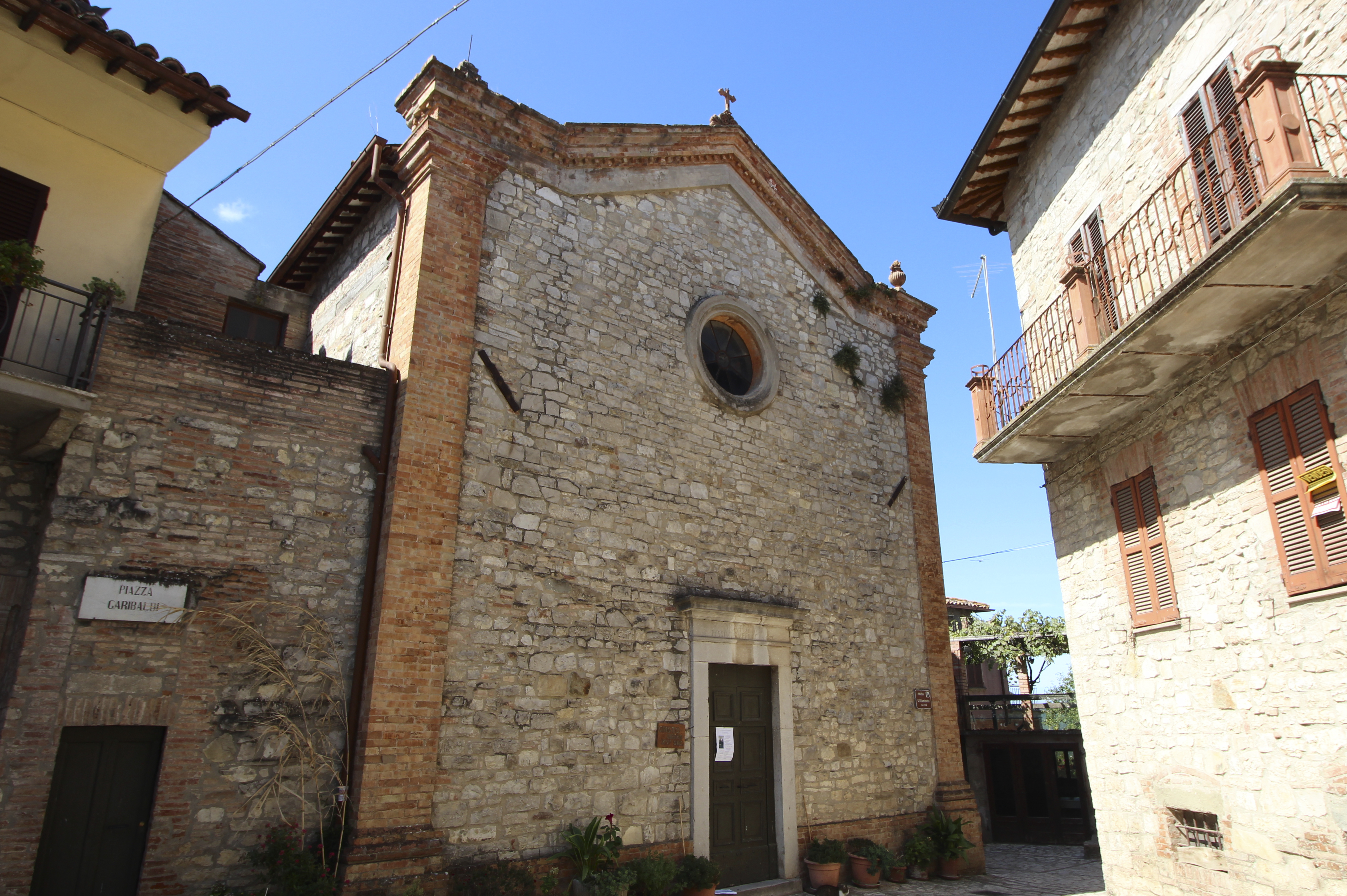
Die Kirche Santa Illuminata im Ortskern
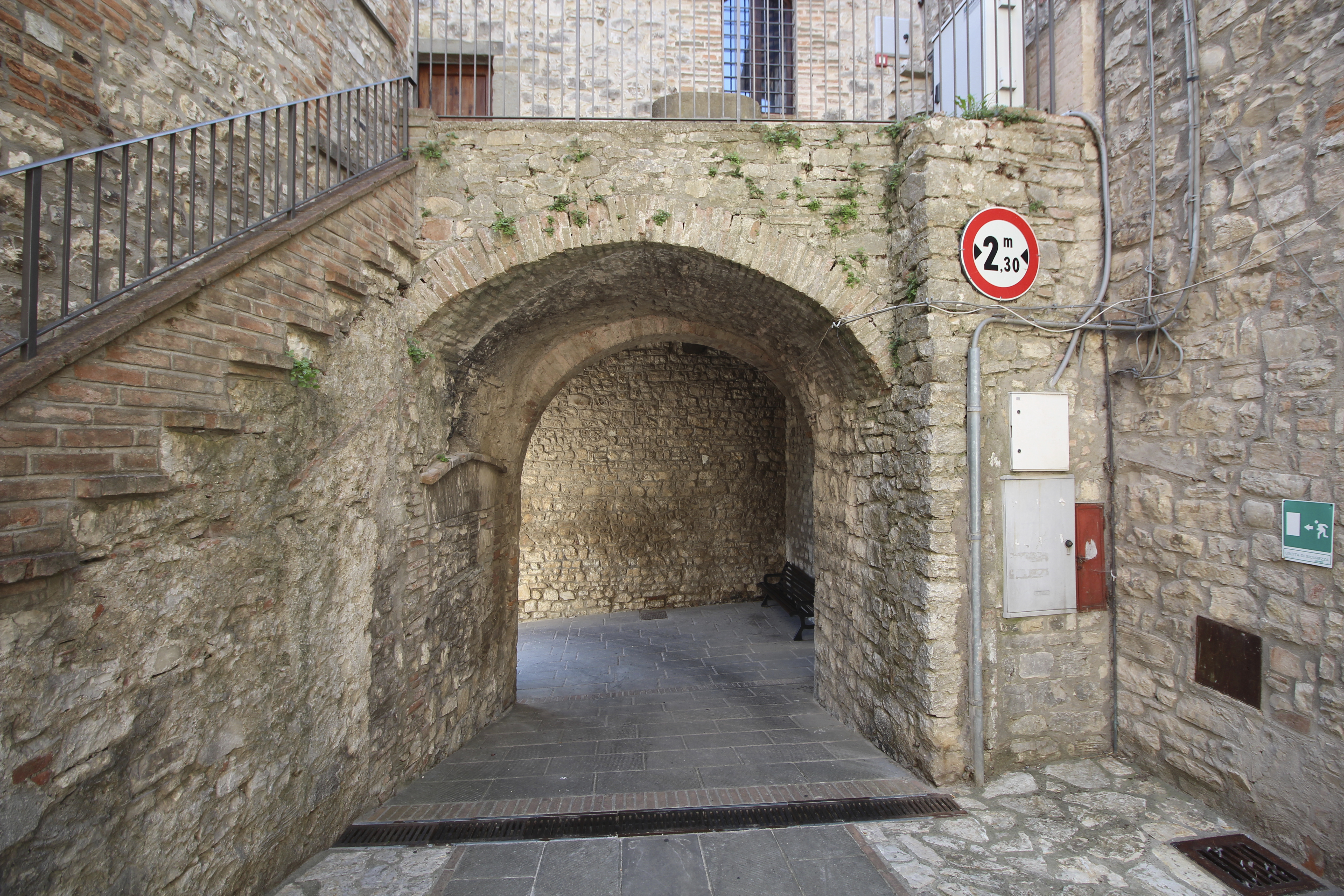
Stadttor Porta di Maggio (Innenseite)
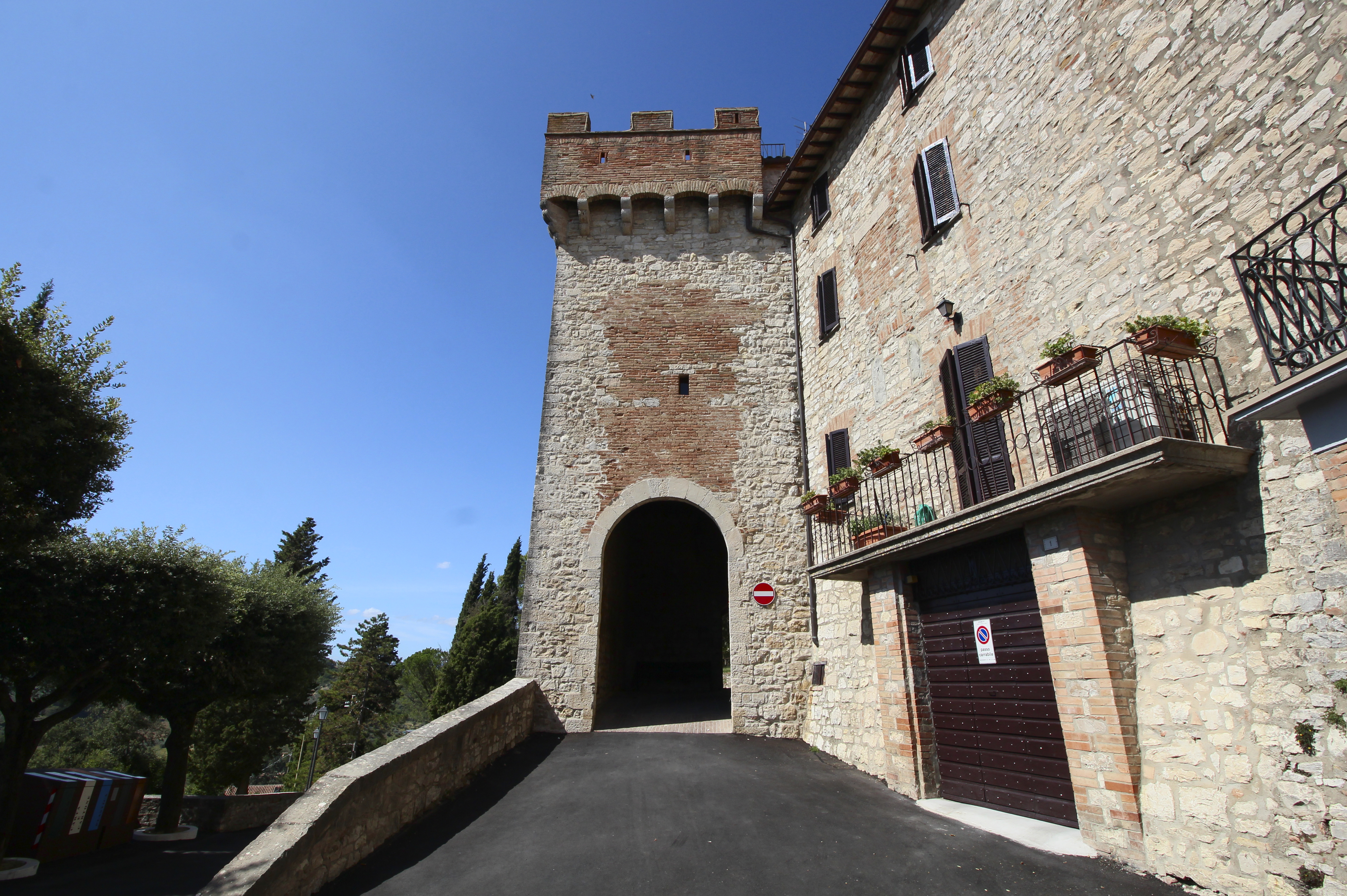
Stadttor Porta di Maggio (Außenseite)

## Söhne und Töchter der Gemeinde
- Bruno Ceccobelli (* 1952), Bildhauer

## Verkehr
- Die nächstgelegene Anschlussstelle an den Fernverkehr ist die Anschlussstelle Fratta Todina/Monte Castello di Vibio an der Europastraße 45 im Abschnitt Perugia-Terni, die hier als Strada Statale 3 bis Tiberina geführt wird.
- Der nächstgelegene Bahnhof ist die Haltestelle Fratta Todina/Monte Castello Vibio an der Bahnstrecke Sansepolcro-Terni der Ferrovia Centrale Umbra (Umbria Mobilità). Der Bahnhof liegt im Ortsteil Stazione (Fratta Todina), etwa 3 km von Monte Castello di Vibio gelegen. Der Bahnhof wird zurzeit nicht bedient.